# Štítary
Štítary är en köping i Tjeckien.   Den ligger i regionen Södra Mähren, i den sydöstra delen av landet, 160 km sydost om huvudstaden Prag. Štítary ligger 401 meter över havet och antalet invånare är 671.
Terrängen runt Štítary är huvudsakligen platt, men söderut är den kuperad. Terrängen runt Štítary sluttar österut. Runt Štítary är det ganska glesbefolkat, med 38 invånare per kvadratkilometer. Närmaste större samhälle är Znojmo, 17,3 km sydost om Štítary. I omgivningarna runt Štítary växer i huvudsak blandskog.